# Nicolas-Joseph Sélis
Nicolas-Joseph Sélis, né le 27 avril 1737 à Paris où il est mort le 19 février 1802, est un homme de lettres français.
Il est d'abord professeur d'éloquence à Amiens, où il épouse la nièce de l'académicien Jean-Baptiste Gresset, puis il se lie avec l'abbé Delille, qui le fait nommer professeur au collège Louis-le-Grand à Paris. Pendant la Révolution, il est professeur de belles-lettres à l'École centrale du Panthéon et examinateur des élèves du Pyrétanée. En 1796, il succède à l'abbé Delille à la chaire de poésie latine au Collège de France, place que Delille reprend à son retour d'exil, quatre mois après la mort de Sélis en 1802.
Nicolas-Joseph Sélis fut notamment l'auteur d'opuscules satiriques. Son Inoculation du bon sens, qu'il rédige à l'époque de la guerre de Sept Ans, est une satire contre le déclin moral de la France et la montée du rationalisme : qu'on ne s'étonne pas, écrit-il, que la France soit devenue la fable des nations dès lors que ses soldats posent des tapis dans les tranchées et ne savent plus distinguer entre la poudre à canon et la poudre de toilette. Sa Relation de la maladie, confession et mort de M. de Voltaire, parue sous le pseudonyme de Jacques Dubois, est un pamphlet contre Voltaire : lorsque le philosophe, après s'être confessé, commence à perdre conscience, le Diable apparaît dans la cheminée et l'emporte pour le faire rôtir en enfer.
Sélis fut par ailleurs l'un des quatre éditeurs, avec Jean-Baptiste-Modeste Gence, Simon-Jérôme Bourlet de Vauxcelles et Dominique Joseph Garat, de la cinquième édition du Dictionnaire de l'Académie française, publiée en 1798.

## Principales publications
- Épitre a monsieur Gresset, 1742
- L'Armée romaine sauvée par les prières de la légion fulminante, poème, 1760
- L'Inoculation du bon sens, 1761
- Relation de la maladie, de la confession, de la fin de M. de Voltaire, et de ce qui s’ensuivit, par moi, Joseph Dubois, 1761
- Épître sur les pédants de société, 1771
- Épîtres en vers sur différents sujets, 1776
- Satires de Perse, traduites en français, avec des remarques, 1776
- Petite guerre entre M. l'abbé Le Monnier et M. Sélis, au sujet de la traduction des Satires de Perse par ce dernier, 1777
- Dissertation sur Perse, 1783
- Lettre à un père de famille sur les petits spectacles de Paris, 1789
- Lettre d'un grand vicaire à un évêque sur les curés de campagne, 1790
- Lettres écrites de La Trappe par un novice, mises au jour par M**, v. 1790
- Lettre au citoyen La Harpe sur le collège de France, 1792

## Sources biographiques
- Louis-Maïeul Chaudon, Nouveau Dictionnaire historique, vol. XII, 1805, p. 442
- Pierre Larousse, Grand Dictionnaire universel du XIXe siècle, vol. XIV, 1875, p. 509